# アーノルド・ベネット
イーノック・アーノルド・ベネット (Enoch Arnold Bennett、1867年5月27日 – 1931年5月27日) は英国の小説家、劇作家、評論家である。『二人の女の物語』やクレイハンガー三部作をはじめとする「5つの町」シリーズやフランス的な自然主義的作風で知られている。これらの作品によって20世紀初頭の英国で名声を博したが、後年その作風や創作態度は議論を呼ぶことになる。

## 経歴

### 若き日
ベネットは1867年に英国中部スタッフォードシャーのハンリーでメソジストの中流階級の家庭に生まれた。ハンリーはスタッフォードシャーのなかでもとくに窯業の盛んなポッタリーズ地区(the Potteries)の1都市であり、20世紀初頭に周辺の5都市と合併してストーク＝オン＝トレントと名を変えた。父のイーノックは土地柄陶工であったが、1876年に事務弁護士の資格をとり、その結果、一家はハンリーと隣のバーズレムの間にある大きな家に引っ越すことが出来た。若き日のベネットは近隣のニューカッスル・アンダー・ライムで教育を受けた。
中等教育を終えたベネットは18の歳に父の弁護士事務所に入り、家賃徴収などの仕事に従事した。彼にとってわずかな給料のために父の下で働くことは不幸なことであった。後年のベネットの作品では親の欲深さという主題がたびたび扱われている。余暇はちょっとした著述に費やすことができたが、小説家としての成功は故郷を去ってから彼の下にやってくることになる。21歳の時、父の事務所を辞めたベネットは憧れていたロンドンに出て、ある事務弁護士事務所の書記の職を得た。

### 小説家として
ロンドンで弁護士事務所に勤めている間も著述は続けられ、やがて雑誌に投稿するようになった。1889年にベネットは「ティット・ビッツマガジン」(Tit-Bits)の文芸コンクールで当選した。このことはジャーナリズムの仕事に傾注する励みとなった。1894年には雑誌「ウーマン」の副編集長となった。ベネットはその雑誌の記事の質に不満を示し、みずから連載小説を書いて、75ポンドを得た。この後も連載を続け、こうして完成したのが長編冒険小説『グランド・バビロン・ホテル』で1905年に出版されて大当たりをとった。娯楽物の連載や評論の執筆の一方で、本格的な小説の執筆にも取りかかり、高級誌「イエロー・ブック」に短篇小説「故郷への手紙」を発表する。自信を深めたベネットはちょうど4年ののち、ウーマン誌の編集長に昇格したころ、長編A Man from the Northを上梓し批評家の賞賛を受けた。
1900年からは雑誌の編集や評論、あるいは特別な関心をもっていた演劇の批評をやめて執筆に専念した。時を同じくしてロンドンから郊外のベッドフォードシャーはホックリフのトリニティ・ホール農場に両親とともに転居した。農場のあるウォルティング街道は1904年に出版された小説Teresa of Watling Streetの執筆を彼に思い立たせた。1902年に父のイーノックが亡くなりチャルグローヴ教会の墓地に埋葬された。同じ年、ポッタリーズ地区に住む人々の生活を描く連作の最初の作品であるAnna of the Five Townsが発表された。
父の死から1年ののち、ベネットはパリに移住した。パリは当時モンマルトルやモンパルナスを中心に世界中から多くの芸術家たちが集まっていた。続く8年間彼はパリやフォンテーヌブローで暮らし、小説や戯曲の執筆にいそしみ、同時にマルセル・シュウォッブやモーリス・ラヴェル、当時パリ在住のサマセット・モームらと面識を得た。パリでも独身生活を続けていたが、ようやく1907年にフランス人のマリー・マルゲリート・スーリエと結婚する。しかしこの結婚はあまり成功したものとは言えなかった。1908年にはかねてから構想してきた『二人の女の物語』を発表し、即座に英語圏で成功を収めた。1911年にはアメリカを訪れた。アメリカでも同書は出版されており、ベネットはディケンズ以来アメリカを訪問した小説家として最大の賞賛を受けた。その後『二人の女の物語』が再評価され傑作として受け入れた英国に戻った。英国では既にジョン・ゴールズワージーやハーバート・ジョージ・ウェルズと並ぶエドワード朝時代を代表する小説家という評判をとっていた。

### 戦中と戦後
英国に戻ったベネットはクレイハンガー三部作の制作に取りかかる。しかし第一次世界大戦の勃発などで度々中断してしまう。戦争中、ベネットは情報省の対フランス・プロパガンダ部門の責任者として招聘された。彼の就任は当時の戦時連立内閣とつながりの深い新聞王のビーヴァブルック卿マックス・エイトキンの推挙によるものだった。ビーヴァブルック卿はまた戦争末期には情報省の副大臣にベネットを推薦している。こうした国家に対する貢献にも関わらず、1918年にナイトの叙爵を辞退した。戦争で執筆は滞りがちであったが、戦後は再び活発に活動し1923年には小説Riceyman Stepsでジェイムズ・テイト・ブラック記念賞を受賞した。1926年からビーヴァブルック卿の要請により彼の経営する「イヴニング・スタンダード」紙に影響力のある書評を載せ始めた。 私生活では1922年に妻と離婚し、女優のドロシー・チェストンと恋に落ち、余生は彼女と共に歩むことになる。1931年5月27日、ロンドンのベイカー通りの自宅で腸チフスのために亡くなり、故郷バーズレムの共同墓地に埋葬された。娘のヴァージニア・エルディンはフランスに住み、アーノルド・ベネット協会会長を務めた。

## 作品とその評価

### 小説
多くの作品では英国の一般人の生活が現実的かつ克明に描かれて、しばしば自然主義的だと評される。ベネットは奇人変人こそが小説の主題になるという当時の認識とは逆に、市井の平凡な人々の生活も面白い小説の主題となりうると信じていた。こうした作風にはエミール・ゾラやギ・ド・モーパッサンらの影響が指摘されている。特にモーパッサンの影響は自ら認めるものであり、代表作『二人の女の物語』はモーパッサンの『女の一生』からインスピレーションを得たことをその序文で述べている。またモーパッサンは最初の作品で明らかに半自伝的小説であるA Man from the Northの主人公リチャード・ローチにわざわざ模範とさせている作家の一人でもある。一方で単にリアリスティックに描こうとしただけでなくある種の暖かい同情心が見られ英国伝統のユーモアの導入にも成功している。
ベネットの自然主義的作風は劇的迫力や感動が欠けるという評もあったが概ね同時代には受け入れられてきた。しかし時代が下ると共に批評家、特にヴァージニア・ウルフなどはその作品の弱点に注目するようになった。ウルフはベネットは心理が描けておらず外面の描写に留まっているとエッセイ「ベネット氏とブラワン夫人」の中で批判している。この批判はベネットだけでなく同時代のウェルズやゴールズワージーに対しても向けられたものだったが、ウルフや他のブルームズベリー・グループの作家たちにとって特にベネットは文学界での守旧派を代表しているとみなされていた。その手法は彼らにとっては現代的というよりはむしろ因習的だと考えられたのである。
20世紀の大半の間、ベネットの作品はこうした見方によって軽んじられてきたがマーガレット・ドラブルによる評伝や著名な英国の批評家ジョン・カーリーの賞賛によって1990年代になって初めてずっと肯定的な評価が広範に受け入れられるようになった。

#### 「5つの町」について
最も有名な著作でかつ最上の作品である『二人の女の物語』とクレイハンガー三部作もまたポッタリーズ地区に住んだベネット自身の生活体験をいかしたものだ。これらの作品をはじめ多くの作品で舞台となるポッタリーズ地区は「5つの町」と呼ばれている。ポッタリーズ地区には実際には6つの町があったが(そのすべてがストーク・オン・トレント市になる)、ベネットは「6つの町」より「5つの町」のほうが語感がよいと考え、最も小さなフェントンにあたる都市を作中では省略している。現実の6つの町と作中の「5つの町」の対照関係は以下の表の通り。
| ストーク・オン・トレントの6つの町            | ベネットの「5つの町」   |
| -------------------------------------------- | ----------------------- |
| タンストール (Tunstall)                      | ターンヒル (Turnhill)   |
| バーズレム(Burslem)                          | バーズリー(Bursley)     |
| ハンリー(Hanley)                             | ハンブリッジ(Hanbridge) |
| ストーク・アポン・トレント(Stoke-upon-Trent) | ナイプ(Knype)           |
| フェントン(Fenton)                           | －                      |
| ロングトン(Longton)                          | ロングショー(Longshaw)  |

### ノンフィクションと日記
小説と同様に、多くのベネットのノンフィクション作品も時の経過に耐えてきた。彼のノンフィクションには人生啓発書が多い。最もよく知られているものの1つに、今日なお読まれているが、『自分の時間』(How to Live on 24 Hours a Day)がある。
日記はいまだ完全には出版されていない。しかし抜粋は英国のメディアにたびたび引用される。

### 演劇と映画
演劇に深い関心を示していたベネットは戯曲や映画のシナリオも発表しているが、小説ほどの成功は収めなかった。小説作品の映画化はしばしば実現している。小説Buried Aliveは1912年に映画The Great Adventureに作り直された。死後も同書は1968年にミュージカルDarling of the Dayの原作となった。長年にわたり彼の他の小説もアレック・ギネスの主演したThe CardやAnna of the Five Townsのように映画化やテレビドラマ化されている。

## 人物
ベネットは強度の吃音であり、そのために結婚が遅れたとも言われる。モームはベネットの虚栄心の強さと傲慢さを述懐し、小説家として成功を収めた後もそうした性格や出自の低さから知識人からは軽蔑されることが多かった。マックス・ベアボームは自分の出自を忘れてしまった社会的な成り上がり者として批判した。彼は老成し太ったベネットが若き日のベネットと対話している様子を戯画的に描いてベネットを茶化した。ベネットの性格で特徴的に挙げられるのは経済的な貪欲さであり、大作家としての地歩が確立した後も娯楽小説や雑文を書き続けたことに起因する。一方で貪欲だったかどうかについては別の見解も存在する。オズバート・シットウェルはジェイムズ・アゲートへの手紙の中でベネットが若い芸術家を支援するために500ポンドを彼に預けたことを挙げ、決して吝嗇で視野が狭いわけではなかったと述べている。
美食家としても知られその名に因んだ料理が存在する有名人の一人である。ロンドンのサヴォイ・ホテルに滞在中、シェフは薫製のタラを入れたオムレツを完成させ、これがベネットのたいへん気に入るところとなり、以後サヴォイに滞在するときは必ずオムレツを用意するよう求めた。このとき以来「アーノルド・ベネット風オムレツ」(Omelette Arnold Bennett)はサヴォイの定番料理になった。

## 著作リスト

### フィクション
- A Man from the North, 1898年
- The Grand Babylon Hotel, 1902年
『世界大衆文学全集 グランド・バビロン・ホテル』平田禿木訳　改造社 1930
- Anna of the Five Towns, 1902年
- The Gates of Wrath, 1903年
- Leonora, 1903年
- A Great Man, 1904年
- Teresa of Watling Street, 1904年
- Sacred and Profane Love, 1905年
- Tales of the Five Towns, 1905年 (短編小説集)
- Whom God Hath Joined, 1906年
- Hugo, 1906年
- The Grim Smile of the Five Towns, 1907年 (短編小説集)
- The Ghost--a Modern Fantasy, 1907年
- Buried Alive, 1908年
- The Old Wives' Tale, 1908年
  - 『老妻物語』小山東一訳 岩波文庫 全3冊 1941-42、改版『二人の女の物語』1962-63
- The Card, 1910年
『世界ユーモア文学全集 当世人気男』吉田健一訳 筑摩書房 1961
- Clayhanger, 1910年
- Helen with a High Hand, 1910年
- Hilda Lessways, 1911年
  - 『ヒルダ・レスウェイズの青春』小野寺健訳 国書刊行会 1989
- The Matador of the Five Towns, 1912年 (短編小説集)
  - 『アーノルド・ベネットと五つの町』守屋富生訳著 旺史社 1992
- The Regent, 1913年
- Paris Nights and Other Impressions of Places and People, 1913年
- The Price of Love, 1914年
- These Twain, 1916年
- The Pretty Lady, 1918年
  - 『少女 アーノルド・ベネット短篇集』大和資雄訳 玄文社 1943
- 'The Roll-Call, 1918年
- Mr Prohack, 1922年
- Riceyman Steps, 1923年
- The Clayhanger Family, 1925年 (オムニバス)
- Lord Raingo, 1926年
- The Woman who Stole Everything and Other Stories, 1927年
- The Strange Vanguard, 1928年
- Imperial Palace, 1930年
- Venus Rising from the Sea, 1931年
- 『世界大衆文学全集 何故時計がとまつたか?』木村毅訳 改造社 1931
- 『夜の来客・臨時代役』出水春三,伊田友作訳 英宝社 1957
- 『20世紀イギリス短篇選 上』「故郷への手紙」小野寺健訳 岩波文庫 1987

### ノンフィクション
- Journalism For Women, 1898年
- Fame and Fiction, 1901年
- How to Become an Author, 1903年『作家の真実』守屋富生訳 吾妻書房 1981
- The Reasonable Life, 1907年
  - 『自分を最高に生きる』渡部昇一訳 三笠書房 1983
- Literary Taste: How to Form It, 1909年
  - 『文学趣味 その養成法』山内義雄訳 岩波文庫 1953
  - 『文学の味い方』藤本良造訳 河出文庫 1955
- How to Live on 24 Hours a Day, 1910年
  - 『時を活かす』堀秀彦訳編 創元社 1952
  - 『自分の時間』渡部昇一訳 三笠書房 1982
  - 『人生を豊かにする時間術』北沢あかね訳 ソフトバンクパブリッシング フォーエバー選書 2005
  - 『金より価値ある時間の使い方』河合祥一郎訳 角川文庫 2023
- Mental Efficiency, 1911年 『知的効率』
  - 『自分の能力を"持ち腐れ"にするな!』渡部昇一・下谷和幸訳 三笠書房 1990
- Those United States, 1912年
- The Author's Craft, 1914年
- Self and Self-Management, 1918年『自己と自己管理』
- How to Make the Best of Life, 1923年
  - 『自己を最高に生かす!』渡部昇一訳 三笠書房 1993
- The Human Machine, 1925年
- How to Live, 1925年 (オムニバス)
  - 『人生如何に生くべきか』ベンネツト 森田敏訳 千倉書房 1931
  - 『如何に生くべきか』堀秀彦訳 池田書店 1953
- The Savour of Life, 1928年
- Married Life
  - 『結婚生活』堀秀彦訳 池田書店 1955

### 映画
- Piccadilly(1929年)

### オペラ
- Don Juan de Mañera

## 主要参考文献
- 守屋富生訳著 『アーノルド・ベネットと5つの町』旺史社刊、1992年
- 小野寺健著 『英国文壇史』研究社出版刊、1992年
- 朱牟田夏雄他著 『講座英米文学史 第10巻 小説III』大修館書店、1973年